# Festuca pseudofallax
Festuca pseudofallax är en gräsart som beskrevs av Wein. Festuca pseudofallax ingår i släktet svinglar, och familjen gräs. Inga underarter finns listade i Catalogue of Life.